# غيلبرتو غونزاليس
غيلبرتو غونزاليس (بالإسبانية: Gilberto González) هو تريثلت فنزويلي، ولد في 15 ديسمبر 1970 في كاراكاس في فنزويلا.

## وصلات خارجية
- غيلبرتو غونزاليس على موقع اتحاد الترياتلون الدولي (الإنجليزية)
- غيلبرتو غونزاليس على موقع أوليمبيديا (الإنجليزية)